# Chang King Hai
Chang King Hai, riportato anche come Cheong Kam Hoi (張金海S, Zhāng JīnhǎiP; Shanghai, 1917 – Hong Kong, 16 agosto 1973), è stato un calciatore cinese di ruolo attaccante.

## Biografia
Era il padre di Cheung Chi Doy e Cheung Chi Wai, anche loro calciatori.

## Carriera

### Club
Ha giocato nel Sing Tao.

### Nazionale
Chang King Hai nel 1948 ha partecipato alle Olimpiadi di Londra con la nazionale con la Repubblica di Cina, venendo eliminato con i suoi agli ottavi dalla Turchia.